# Psammotettix mexcala
Psammotettix mexcala är en insektsart som beskrevs av Delong 1973. Psammotettix mexcala ingår i släktet Psammotettix och familjen dvärgstritar. Inga underarter finns listade i Catalogue of Life.